# 白藤湖
白藤湖位於中華人民共和國廣東省珠海市斗門區井岸鎮南部的海邊，是一個圍堤而建的人工湖。
由於受到颱風黑格比的襲擊，當地上千名民眾受災。在2008年9月27日，當地發生因為安置問題而產生的抗議活動。

## 特產
- 蓮藕
- 烏魚
- 水鴨

## 旅遊
- 白藤湖度假村
- 白藤湖景區
- 鱷魚島 (位於井岸鎮尖峰橋附近; 於1984年開業)

## 其他
- 白藤湖工業園

## 外部連結
- 二百鱷走甩珠海大恐慌 2008-09-26 kui blog （页面存档备份，存于）
- 鱷魚島公園斗門著名景點 2008-09-26 kui blog （页面存档备份，存于）
- 李逊. . 珠海新闻网. 2008-09-24.[永久]
- 姜平. . 珠海特区报. 2008-09-26.[永久]
- . 中國新聞網. 2008年9月26日. （原始内容存档于2008年9月28日）.